# Hermann Springer
Hermann Springer (4 de dezembro de 1908 - 12 de dezembro de 1978) foi um futebolista suíço. Ele competiu na Copa do Mundo FIFA de 1938, sediada na França, na qual a seleção de seu país terminou na sexta colocação dentre os 15 participantes.
Hermann faleceu em 12 de dezembro de 1978, uma terça-feira, aos 70 anos